# Février 1937

## Événements
- 1er février : création de la Société nationale des constructions aéronautiques du sud-est (SNCASE) par fusion de plusieurs entreprises aéronautiques du Sud-Est de la France.

- 6 février : lancement de l’Amiral Hipper, premier cuirassé lourd de la marine de guerre allemande.

- 6 - 28 février : échec d’une nouvelle offensive franquiste sur Madrid : bataille du Jarama.

- 8 février : prise de Malaga par les nationalistes aidés par le corps expéditionnaire italien. La population s’enfuit sous la protection de l’escadrille d’André Malraux.

- 9 février : premier vol du bombardier en piqué embarqué britannique Blackburn B-24 Skua.

- 11 février : lors de sa majorité, le roi Farouk Ier d'Égypte tente d’imposer un serment islamique à son investiture. Le gouvernement wafdiste s’y oppose et le souverain s’incline.

- 13 février, France : confronté à de graves problèmes économiques, Léon Blum annonce une « pause dans les réformes ».

- 17 février : un équipage d'aviateurs britannique relie Southampton (Angleterre) et Le Caire (Égypte) sans escale en 13 heures et 35 minutes sur un hydravion Short Caledonia avec 500 kg de fret.

- 23 février : un équipage d'aviateurs français relie Paris et le Tonkin en 50 heures.

## Naissances
- 1er février : Audrys Juozas Backis, cardinal lituanien, archevêque de Vilnius.
- 8 février : 
  - Gueorgui Noskov, ornithologue russe († 9 janvier 2017).
  - Lea Ackermann, religieuse catholique allemande († 31 octobre 2023).
- 10 février : Roberta Flack, chanteuse et musicienne de soul américaine († 24 février 2025).
- 11 février : Maryse Condé, écrivaine guadeloupéenne († 2 avril 2024).
- 12 février : 
  - Victor-Emmanuel, prince d’Italie († 3 février 2024).
  - Souleymane Diallo, boxeur sénégalais.
- 13 février :
  - Andrée Brunin, poète français († 1er avril 1993).
  - Sigmund Jähn, spationaute allemand († 21 septembre 2024).
- 15 février : Fausto Cigliano, Chanteur et acteur italien († 17 février 2022).
- 16 février : Valentin Bondarenko, cosmonaute russe († 23 mars 1961).
- 20 février : Georges Leonardos, Journaliste grec, écrivain.
- 21 février : Harald V, roi de Norvège.
- 27 février : Ron Barassi, joueur australien de football australien († 16 septembre 2023).

## Décès
- 16 février : Rodmond Palen Roblin, premier ministre du Manitoba.